# Église Sainte-Rosalie de Favara
 (février 2024).
 (février 2024).
L'église Sainte-Rosalie, ou du Purgatoire, est un édifice religieux catholique situé à Favara (Sicile), en Italie.

## Histoire
L'édifice est construit en 1625 et est également appelé du Purgatoire en raison d'une confrérie fondée le 6 juillet 1627 et dédiée aux âmes du purgatoire. La Vierge de Palerme fut élue sainte patronne de la commune, après que la peste de 1624 a dévasté la Sicile et réduit la population de la ville. L'église, qui est de droit patronage, c'est-à-dire liée aux marquis de Favara qui la dotent d'un bénéfice le 17 février 1627, subit plusieurs interventions de restauration au fil des siècles, dont une à la fin du XVIIIe siècle et une autre en 1849.

## Structure

### Extérieur
Le plâtre recouvrant le mur extérieur de l'abside remonte à la fin du XVIIIe siècle, où se trouve une épigraphe portant la date [797, lorsque l'église a été gouvernée par le prêtre Pasquale Mulè, tandis que les stucs néoclassiques à l'intérieur doivent remonter à 1849. La porte actuelle en bois, œuvre du maître G. Lentini, date de 1850. Le clocher-tour, visible sur la façade principale, date de la première moitié de ce siècle, tandis que le cadre en plâtre de la grande fenêtre rectangulaire, également sur la façade principale, est réalisé lors de récents travaux, qui ont radicalement changé l'intérieur de l'église.

### Intérieur
La voûte, qui s'est effondrée en décembre 1977, à cause de pluies torrentielles, mais surtout en raison de l'état de délabrement dans lequel elle se trouvait, est reconstruite dans le même style. Les bandes de pilastres avec les chapiteaux relatifs des arcs latéraux sont démolies et reconstruites dans leurs formes originelles après l'exécution de moulages préliminaires. Les bases mêmes des pilastres sont recouvertes d'un socle en brique rouge, étranger à l'église d'origine. Enfin, le presbytère est la seule partie qui conserve les décorations originales de 1849.